# دوبال‌میوه دنده‌ای
دوبال‌میوه دنده‌ای (نام علمی: Dipterocarpus costatus) نام یک گونه از سرده دوبال‌میوه‌ها است.